# Hesperodiaptomus kiseri
Hesperodiaptomus kiseri is een eenoogkreeftjessoort uit de familie van de Diaptomidae. De wetenschappelijke naam van de soort is voor het eerst geldig gepubliceerd in 1953 door Kincaid.